# ベン・ホーリングスワース (俳優)
ベン・ホーリングスワース（Ben Hollingsworth、1984年9月7日 - ）は、カナダの俳優。
ベンジャミン・ホリングスワースとクレジットされることもある。

## 出演作品
- ヴァージンリバー Virgin River (2019-)
- スノー・ロワイヤル Cold Pursuit (2019) - デクスター
- コード・ブラック 生と死の間で Code Black (2015 - 2018) - マリオ・サヴェッティ
- クレイジー刑事 BACKSTROM Backstrom (2015) - ADA スティーヴン・カインズ ※シーズン1の2エピソード
- ロードキラー デッド・スピード Joy Ride 3: Road Kill (2014) - ミッキー・コール ※日本劇場未公開
- ワンス・アポン・ア・タイム Once Upon a Time (2012) - クイン ※シーズン2の1エピソード
- CSI:マイアミ CSI: Miami (2011) - ジェイソン・ハンツマン ※シーズン10の1エピソード
- SUITS/スーツ Suits (2011) - カイル・デュラント ※シーズン1の2エピソード
- 幸せがおカネで買えるワケ The Joneses (2009) - ミック・ジョーンズ
- メーデー!:航空機事故の真実と真相 Mayday (2007) シーズン4 第1話「奇跡の大脱出 」